# 斯塔罗库切尔加诺夫卡村委员会
斯塔罗库切尔加诺夫卡村委员会（俄语：Старокучергановский сельсовет）是俄罗斯联邦阿斯特拉罕州纳里马诺夫区所属的一个村委员会。其下辖有5个居民点，行政中心为斯塔罗库切尔加诺夫卡。据2015年统计，该村委员会的人口为9940人。